# Tenis en Francia

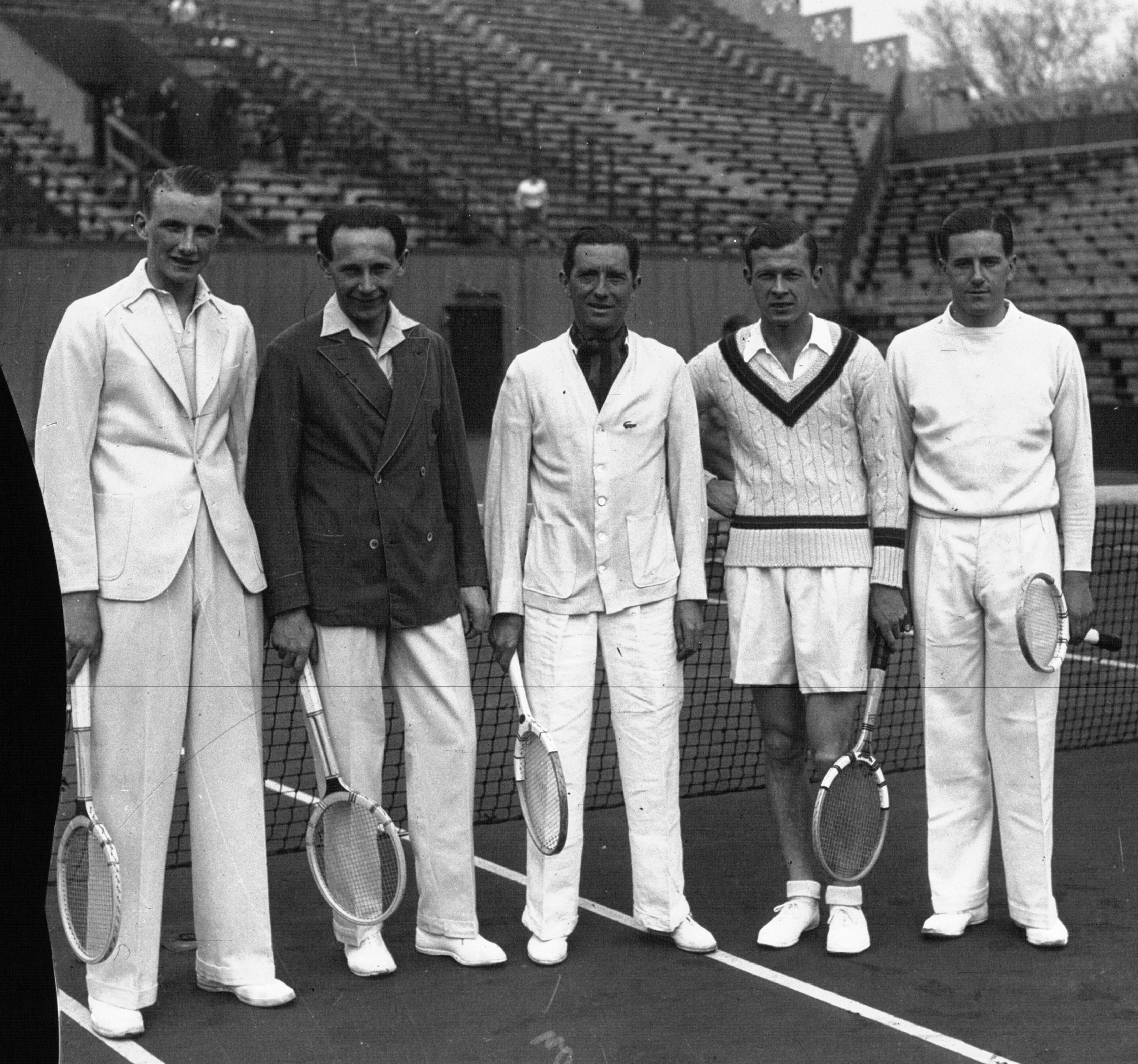
Equipo de Copa Davis de 1936

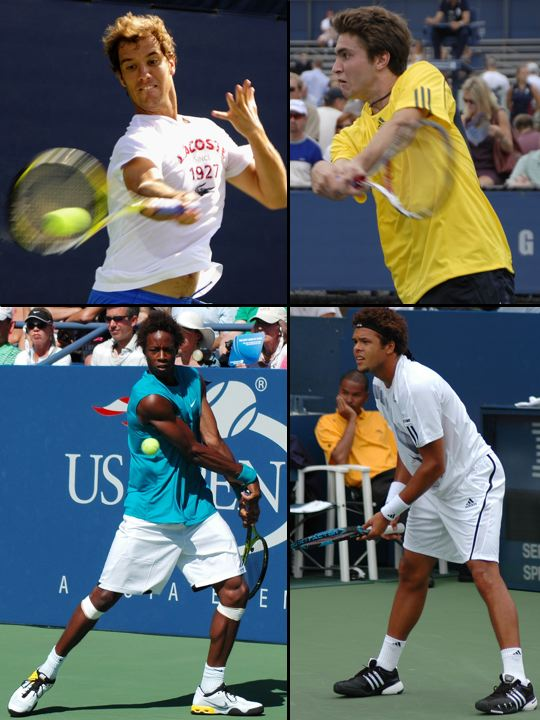
Los cuatro tenistas franceses dominantes entre 2005 y 2021; Gasquet, Simon, Monfils y Tsonga

El tenis es un deporte de larga tradición en Francia, siendo una de las grandes potencias históricas, sin embargo no ha contado con una figura descollante como el caso de otros países menos tradicionales como Serbia o Suiza desde que comienza la era abierta en 1968. Sólo Yannick Noah ha logrado ganar un título de Grand Slam y ser clasificado n.º 3.
Durante la primera década del siglo XXI tenistas como Sébastien Grosjean, Arnaud Clément, Paul-Henri Mathieu, Michael Llodra, Julien Benneteau, Nicolas Mahut seguidos en la década de 2010's de Richard Gasquet, Gilles Simon, Gael Monfils, Jo-Wilfried Tsonga, Benoît Paire, Adrian Mannarino y Jeremy Chardy mantuvieron a Francia como una de las mayores potencias mundiales del tenis, destacada por la gran cantidad de tenistas de alto nivel representados en el circuito. En 2017 Francia contó con 6 tenistas entre los Top 30, y 12 entre los Top 100.
Entre la nueva generación de tenistas franceses de la década de 2020's destacan Lucas Pouille, Ugo Humbert, Benjamin Bonzi, Arthur Rinderknech, Hugo Gaston, Corentin Moutet, Quentin Halys, Constant Lestienne, Alexandre Müller, Gregoire Barrere, Hugo Grenier y Arthur Cazaux además de los nextgen Arthur Fils, Giovanni Mpetshi Perricard y Luca Van Assche. 
A nivel de representación nacional el Equipo de Copa Davis de Francia ha ganado 10 veces la competición; consecutivamente entre 1927 y 1932, y posteriormente en la era abierta en 1991, 1996, 2001 y 2017.

## Estadísticas

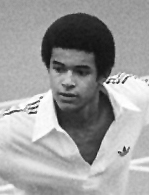
Yannick Noah el mejor tenista francés de la historia

### Tenistas Top 50 individuales masculino en la era abierta
Francia cuenta con 12 tenistas Top 10, el cuarto país con más tenistas entre los 10 mejores del mundo tras Estados Unidos (33), España (20) y Suecia (17).
| Nombre                     | Mejor ranking | Nacimiento | Total de títulos | Récord V-D | Rendimiento |
| -------------------------- | ------------- | ---------- | ---------------- | ---------- | ----------- |
| Yannick Noah               | N.º 3         | 1960       | 23               | 476–209    | 69,5%       |
| Guy Forget                 | N.º 4         | 1965       | 11               | 378–290    | 56,6%       |
| Sébastien Grosjean         | N.º 4         | 1978       | 4                | 341–247    | 58%         |
| Jo-Wilfried Tsonga         | N.º 5         | 1985       | 18               | 467–238    | 66,2%       |
| Henri Leconte              | N.º 5         | 1963       | 9                | 377–269    | 58,4%       |
| Cédric Pioline             | N.º 5         | 1969       | 5                | 389–318    | 55%         |
| Gilles Simon               | N.º 6         | 1984       | 14               | 504–394    | 56,1%       |
| Gaël Monfils               | No. 6         | 1986       | 13               | 574–337    | 63,1%       |
| Richard Gasquet            | No. 7         | 1986       | 16               | 610–408    | 59,9%       |
| Lucas Pouille              | No. 10        | 1994       | 5                | 143–134    | 51,6%       |
| Thierry Tulasne            | N.º 10        | 1963       | 5                | 227–222    | 50,6%       |
| Arnaud Clément             | N.º 10        | 1977       | 4                | 316–327    | 49,1%       |
| Paul-Henri Mathieu         | N.º 12        | 1982       | 4                | 276–306    | 47,4%       |
| Arnaud Boetsch             | N.º 12        | 1969       | 3                | 231–202    | 53,3%       |
| Ugo Humbert                | No. 13        | 1998       | 7                | 152–127    | 53,9%       |
| Arthur Fils                | No. 14        | 2004       | 3                | 80–57      | 55%         |
| Fabrice Santoro            | N.º 17        | 1972       | 6                | 470–444    | 51,4%       |
| Adrian Mannarino           | No. 17        | 1988       | 5                | 303–347    | 47,9%       |
| Nicolas Escude             | N.º 17        | 1976       | 4                | 172–129    | 57,1%       |
| Benoît Paire               | No. 18        | 1989       | 1                | 242–296    | 45,0%       |
| Francois Jauffret          | N.º 20        | 1974       | 2                | 171–118    | 59,2%       |
| Michael Llodra             | N.º 21        | 1980       | 5                | 187–221    | 45,8%       |
| Jerome Golmard             | N.º 22        | 1973       | 2                | 144–143    | 50,3%       |
| Patrick Proisy             | N.º 23        | 1973       | 2                | 205–174    | 54,1%       |
| Jeremy Chardy              | No. 25        | 1987       | 1                | 298–307    | 49,3%       |
| Julien Benneteau           | N.º 25        | 1981       | 0                | 273–297    | 48,0%       |
| Giovanni Mpetshi Perricard | No. 29        | 2003       | 2                | 27–29      | 48,2%       |
| Christophe Roger-Vasselin  | N.º 29        | 1957       | 0                | 90–130     | 40,7%       |
| Olivier Delaître           | N.º 33        | 1967       | 0                | 130–179    | 40,2%       |
| Guillaume Raoux            | N.º 35        | 1970       | 1                | 179–225    | 44,3%       |
| Édouard Roger-Vasselin     | N.º 35        | 1983       | 0                | 84–125     | 40,2%       |
| Florent Serra              | N.º 36        | 1981       | 2                | 123–170    | 42,0%       |
| Pierre-Hugues Herbert      | No. 36        | 1991       | 0                | 105–131    | 44,5%       |
| Nicolas Mahut              | N.º 37        | 1982       | 4                | 181–225    | 44,6%       |
| Marc Gicquel               | N.º 37        | 1977       | 0                | 92–112     | 44,9%       |
| Alexandre Müller           | No. 38        | 1997       | 1                | 44–55      | 44,4%       |
| Arnaud Di Pasquale         | N.º 39        | 1979       | 1                | 69–98      | 41,3%       |
| Corentin Moutet            | No. 41        | 1999       | 0                | 83–104     | 45%         |
| Arthur Rinderknech         | No. 42        | 1995       | 0                | 84–92      | 47,7%       |
| Benjamin Bonzi             | No. 42        | 1996       | 1                | 53–72      | 42,4%       |
| Julien Boutter             | No. 46        | 1974       | 1                | 62–84      | 42,5%       |
| Quentin Halys              | No. 46        | 1996       | 0                | 46–77      | 37,4%       |
| Constant Lestienne         | No. 48        | 1992       | 0                | 18–43      | 29,5%       |
| Grégoire Barrère           | No. 49        | 1994       | 0                | 38–64      | 37,3%       |
| Stéphane Robert            | No. 50        | 1980       | 0                | 38–75      | 33,6%       |

## Tenistas con más victorias ATP

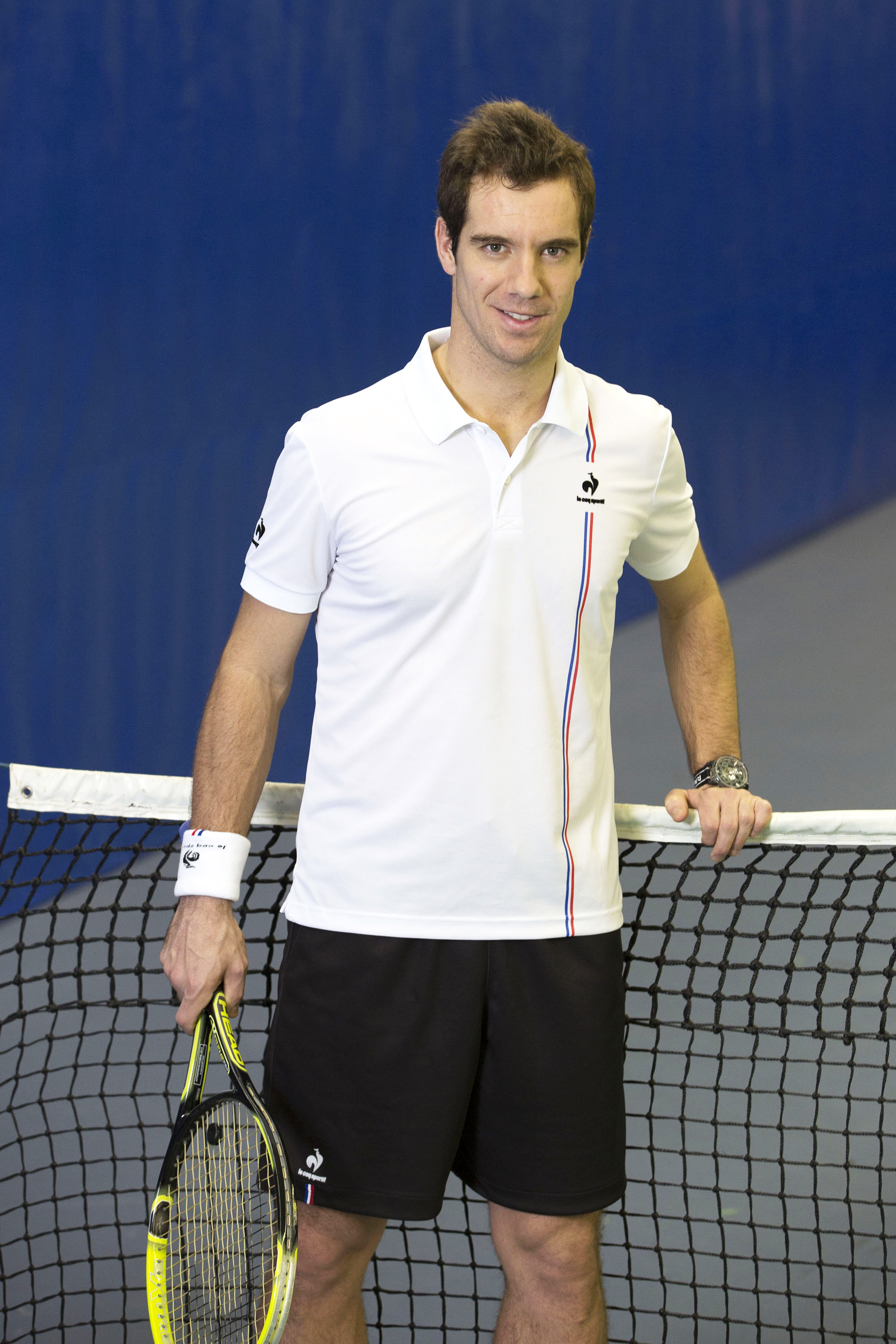
Richard Gasquet el tenista francés más ganador de la historia con 610 victorias.

Tenistas franceses con más de 200 victorias ATP. Actualizado al 8 de febrero de 2025.
| Nombre             | Victorias | Derrotas | Rendimiento |
| ------------------ | --------- | -------- | ----------- |
| Richard Gasquet    | 610       | 408      | 59,9%       |
| Gaël Monfils       | 574       | 337      | 63%         |
| Gilles Simon       | 504       | 394      | 56,1%       |
| Yannick Noah       | 478       | 209      | 69,5%       |
| Fabrice Santoro    | 470       | 444      | 51,4%       |
| Jo-Wilfried Tsonga | 467       | 238      | 66,2%       |
| Cédric Pioline     | 389       | 318      | 55%         |
| Guy Forget         | 378       | 290      | 56,6%       |
| Henri Leconte      | 377       | 269      | 58,4%       |
| Sébastien Grosjean | 341       | 247      | 58%         |
| Arnaud Clément     | 316       | 327      | 49,1%       |
| Adrian Mannarino   | 303       | 347      | 47,1%       |
| Jeremy Chardy      | 298       | 307      | 49,3%       |
| Paul-Henri Mathieu | 276       | 306      | 47,4%       |
| Julien Benneteau   | 273       | 297      | 47,9%       |
| Benoît Paire       | 243       | 298      | 44,9%       |
| Arnaud Boetsch     | 231       | 202      | 53,3%       |
| Thierry Tulasne    | 227       | 222      | 50,6%       |
| Patrick Proisy     | 205       | 174      | 54,1%       |

Victorias por tipo de superficie
| N.º | Tenista           | Arcilla |
| --- | ----------------- | ------- |
| 1   | Yannick Noha      | 213     |
| 2   | Francois Jauffret | 187     |
| 3   | Thierry Tulasne   | 173     |
| 4   | Patrick Proisy    | 173     |
| 5   | Richard Gasquet   | 164     |

| N.º | Tenista            | Dura |
| --- | ------------------ | ---- |
| 1   | Gael Monfils       | 370  |
| 2   | Richard Gasquet    | 356  |
| 3   | Jo-Wilfried Tsonga | 317  |
| 4   | Gilles Simon       | 301  |
| 5   | Fabrice Santoro    | 246  |

| N.º | Tenista          | Hierba |
| --- | ---------------- | ------ |
| 1   | Jean Borotra     | 85     |
| 2   | Richard Gasquet  | 75     |
| 3   | Henri Cochet     | 72     |
| 4   | Adrian Mannarino | 69     |
| 5   | Nicolás Mahut    | 67     |

Victorias por tipo de torneo
| N.º | Tenista            | Grand Slam |
| --- | ------------------ | ---------- |
| 1   | Gael Monfils       | 124        |
| 2   | Jo-Wilfried Tsonga | 121        |
| 3   | Richard Gasquet    | 115        |
| 4   | Gilles Simon       | 90         |
| 5   | Yannick Noha       | 85         |
| 6   | Sebastien Grosjean | 78         |
| 7   | Henri Leconte      | 78         |
| 8   | Cedric Pioline     | 76         |

| N.º | Tenista            | Masters 1000 |
| --- | ------------------ | ------------ |
| 1   | Richard Gasquet    | 143          |
| 2   | Gael Monfils       | 133          |
| 3   | Gilles Simon       | 124          |
| 4   | Jo-Wilfried Tsonga | 121          |
| 5   | Fabrice Santoro    | 120          |
| 6   | Sebastien Grosjean | 86           |
| 7   | Cedric Pioline     | 74           |
| 8   | Jeremy Chardy      | 71           |

Victorias contra Top 10
| N.º | Tenista            | Top 10 |
| --- | ------------------ | ------ |
| 1   | Jo-Wilfried Tsonga | 45     |
| 2   | Yannick Noha       | 41     |
| 3   | Fabrice Santoro    | 40     |
| 4   | Gael Monfils       | 37     |
| 5   | Richard Gasquet    | 36     |

### Top 10 tenistas activos
Actualizado 1 de julio de 2025
| P   | Jugador               | Victorias |
| --- | --------------------- | --------- |
| 1.  | Gael Monfils          | 583       |
| 2.  | Adrian Mannarino      | 307       |
| 3.  | Benoît Paire          | 243       |
| 4.  | Ugo Humbert           | 160       |
| 5.  | Lucas Pouille         | 143       |
| 6.  | Pierre-Hugues Herbert | 105       |
| 7.  | Arthur Rinderknech    | 83        |
| 8.  | Arthur Fils           | 82        |
| 9.  | Corentin Moutet       | 80        |
| 10. | Benjamin Bonzi        | 52        |

## Tenista N°1 de Francia en el ranking ATP al finalizar la temporada
| Temporada | Jugador           | Ranking |
| --------- | ----------------- | ------- |
| 1970      | Georges Goven     | 13°     |
| 1971      | Pierre Barthes    | 31°     |
| 1972      | Patrick Proisy    | 20°     |
| 1973      | Patrick Proisy    | 41°     |
| 1974      | Francois Jauffret | 20°     |
| 1975      | Francois Jauffret | 39°     |
| 1976      | Francois Jauffret | 26°     |
| 1977      | Patrick Proisy    | 44°     |
| 1978      | Yannick Noah      | 49°     |
| 1979      | Yannick Noah      | 26°     |

| Temporada | Jugador       | Ranking |
| --------- | ------------- | ------- |
| 1980      | Yannick Noah  | 21°     |
| 1981      | Yannick Noah  | 12°     |
| 1982      | Yannick Noah  | 9°      |
| 1983      | Yannick Noah  | 5°      |
| 1984      | Yannick Noah  | 10°     |
| 1985      | Yannick Noah  | 7°      |
| 1986      | Yannick Noah  | 4°      |
| 1987      | Yannick Noah  | 8°      |
| 1988      | Henri Leconte | 9°      |
| 1989      | Yannick Noah  | 16°     |

| Temporada | Jugador        | Ranking |
| --------- | -------------- | ------- |
| 1990      | Guy Forget     | 16°     |
| 1991      | Guy Forget     | 7°      |
| 1992      | Guy Forget     | 11°     |
| 1993      | Cedric Pioline | 10°     |
| 1994      | Guy Forget     | 40°     |
| 1995      | Arnaud Boetsch | 14°     |
| 1996      | Cedric Pioline | 21°     |
| 1997      | Cedric Pioline | 20°     |
| 1998      | Cedric Pioline | 18°     |
| 1999      | Cedric Pioline | 13°     |

| Temporada | Jugador            | Ranking |
| --------- | ------------------ | ------- |
| 2000      | Cedric Pioline     | 16°     |
| 2001      | Sébastien Grosjean | 6°      |
| 2002      | Sébastien Grosjean | 17°     |
| 2003      | Sébastien Grosjean | 10°     |
| 2004      | Sébastien Grosjean | 15°     |
| 2005      | Richard Gasquet    | 16°     |
| 2006      | Richard Gasquet    | 18°     |
| 2007      | Richard Gasquet    | 8°      |
| 2008      | Jo-Wilfried Tsonga | 6°      |
| 2009      | Jo-Wilfried Tsonga | 10°     |

| Temporada | Jugador            | Ranking |
| --------- | ------------------ | ------- |
| 2010      | Gael Monfils       | 12°     |
| 2011      | Jo-Wilfried Tsonga | 6°      |
| 2012      | Jo-Wilfried Tsonga | 8°      |
| 2013      | Richard Gasquet    | 9°      |
| 2014      | Jo-Wilfried Tsonga | 12°     |
| 2015      | Richard Gasquet    | 9°      |
| 2016      | Gael Monfils       | 7°      |
| 2017      | Jo-Wilfried Tsonga | 15°     |
| 2018      | Richard Gasquet    | 26°     |
| 2019      | Gael Monfils       | 10°     |

| Temporada | Jugador            | Ranking |
| --------- | ------------------ | ------- |
| 2020      | Gael Monfils       | 11°     |
| 2021      | Gael Monfils       | 44°     |
| 2022      | Arthur Rinderknech | 44°     |
| 2023      | Ugo Humbert        | 20°     |
| 2024      | Ugo Humbert        | 14°     |
| 2025      |                    |         |

#### Más temporadas como número uno de Francia
| N.º | Tenista            | Años como líder | Temporadas                         | Mejor puesto final |
| --- | ------------------ | --------------- | ---------------------------------- | ------------------ |
| 1.  | Yannick Noha       | 11              | 1978-1987, 1989                    | 4.°                |
| 2.  | Cedric Pioline     | 6               | 1993, 1996-2000                    | 13.°               |
| 2.  | Jo-Wilfried Tsonga | 6               | 2008, 2009, 2011, 2012, 2014, 2017 | 6.°                |
| 2.  | Richard Gasquet    | 6               | 2005-2007, 2013, 2015, 2018        | 8.°                |
| 5.  | Gael Monfils       | 5               | 2010, 2016, 2019, 2020, 2021       | 7.°                |
| 6.  | Guy Forget         | 4               | 1990-1992, 1994                    | 7.°                |
| 6.  | Sebastien Grosjean | 4               | 2001-2004                          | 6.°                |

## Tenistas n.º 1 en dobles masculino
- Yannick Noah
- Nicolas Mahut

## Mejor participación en los torneos de Grand Slam
- Notas: Los jugadores representaban a Francia durante el torneo. En dobles es considerado al menos un(a) francés(a). Actualizado hasta julio de 2022.

| Categoría                    | Abierto de Australia            | Torneo de Roland Garros                          | Campeonato de Wimbledon                                 | Abierto de los Estados Unidos |
| ---------------------------- | ------------------------------- | ------------------------------------------------ | ------------------------------------------------------- | ----------------------------- |
| Individual masculino         | Ganado (1928)                   | Ganado (1892-1932, 1946, 1983)                   | Ganado (1924, 1925, 1926, 1927, 1928, 1929, 1946)       | Ganado (1926, 1927, 1928)     |
| Individual femenino          | Ganado (1995, 2006)             | Ganado (1897-1926, 1938, 1939, 1948, 1967, 2000) | Ganado (1919, 1920, 1921, 1922, 1923, 1925, 2006, 2013) | Final (2005)                  |
| Dobles masculino             | Ganado (1928, 2003, 2004, 2019) |                                                  | Ganado (1911, 1925, 1926, 1928, 1932, 1933, 2007, 2016) | Ganado (1970, 2015)           |
| Dobles femenino              |                                 |                                                  |                                                         |                               |
| Dobles mixto                 |                                 |                                                  |                                                         | Ganado (1926, 1927)           |
| Individual masculino juvenil |                                 |                                                  |                                                         |                               |
| Individual femenino juvenil  |                                 |                                                  |                                                         |                               |
| Dobles masculino juvenil     |                                 |                                                  |                                                         |                               |
| Dobles femenino juvenil      |                                 |                                                  |                                                         |                               |

## Generaciones
Considerando cada generación como los nacidos en un rango de 5 años de diferencia, los jugadores de cada generación que han estado entre los Top 50 en individuales son los siguientes:
(en negrita los top 10)
| 2000 - 2004 - Arthur Fils - Giovanni Mpetshi Perricard |  | 1995 - 1999 - Ugo Humbert - Alexandre Muller - Arthur Rinderknech - Benjamin Bonzi - Quentin Halys - Corentin Moutet |  | 1990 - 1994 - Lucas Pouille - Pierre-Hugues Herbert - Constant Lestienne - Grégoire Barrère |  | 1985 - 1989 - Jo-Wilfried Tsonga - Gaël Monfils - Richard Gasquet - Adrian Mannarino - Benoît Paire - Jeremy Chardy |  | 1980 - 1984 - Gilles Simon - Paul-Henri Mathieu - Michael Llodra - Julien Benneteau - Édouard Roger-Vasselin - Florent Serra - Nicolas Mahut - Stéphane Robert |  |  |

| 1975 - 1979 - Sébastien Grosjean - Arnaud Clément - Nicolas Escude - Marc Gicquel - Arnaud Di Pasquale |  | 1970 - 1974 - Fabrice Santoro - Francois Jauffret - Jerome Golmard - Patrick Proisy - Guillaume Raoux - Julien Boutter | 1965 - 1969 - Guy Forget - Cédric Pioline - Arnaud Boetsch - Olivier Delaître |  | 1960 - 1964 - Yannick Noah - Henri Leconte - Thierry Tulasne | 1955 - 1959 - Christophe Roger-Vasselin |  |

## Galería de tenistas destacados
Tenistas top 10 en individuales o top 1 en dobles. 
|               |
| Yannick Noah. |

|             |
| Guy Forget. |

|                |
| Henri Leconte. |

|                 |
| Cédric Pioline. |

|                 |
| Arnaud Clement. |

|                     |
| Sebastien Grosjean. |

|                |
| Nicolas Mahut. |

|               |
| Gilles Simon. |

|                     |
| Jo-Wilfried Tsonga. |

|                  |
| Richard Gasquet. |

|               |
| Gael Monfils. |

|                |
| Lucas Pouille. |